# Trachea juncta
Trachea juncta là một loài bướm đêm trong họ Noctuidae.